# Ledová archa
Ledová archa (v anglickém originále Snowpiercer) je jihokorejsko-český koprodukční film z roku 2013. Jde o dystopický příběh zfilmovaný korejským režisérem Pong Čun-hoem podle scénáře, na němž spolupracoval s Kelly Mastersonem a který zpracoval podle francouzského komiksu z roku 1982. Natáčel se v barrandovských ateliérech a autorem výpravy byl Ondřej Nekvasil.

## Děj
Sedmnáct let už projíždí nikdy nestavící vlak s několika tisíci přeživšími lidmi zmrzlou krajinou. Expres stvořený původně panem Wilfordem je rozdělený do sekcí podle různých funkcí a stejně tak společnost, která v něm žije v úzkostně vyvažovaném uzavřeném ekosystému. Každý v něm má své místo. Jenže to se snáz říká těm na špici, které chrání vyzbrojená armáda od utlačované lůzy na konci vlaku. Z ní vychází vůdčí Curtis (Chris Evans), mladý Edgar (Jamie Bell), pamětník Gilliam (John Hurt) a odhodlaná Tanya (Octavia Spencer), aby se za pomoci podivínského Namgoonga Minsoo (Kang-ho Song) dostali na kobylku povýšenecké Masonové (Tilda Swinton) a konečně samotnému Wilfordovi (Ed Harris).

## Obsazení
| Chris Evans        | Curtis Everett  |
| Song Kang-ho       | Namgoong Minsoo |
| Ed Harris          | Wilford         |
| John Hurt          | Gilliam         |
| Tilda Swintonová   | Masonová        |
| Jamie Bell         | Edgar           |
| Octavia Spencerová | Tanya           |
| Ewen Bremner       | Andrew          |
| Go Ah-sung         | Yona Minsoo     |

## Produkce
Filmaři chtěli původně film natáčet v Jižní Koreji, což se ukázalo jako nemožné, protože zde nejsou dostatečně velké filmové ateliéry. Pro film bylo potřeba mít alespoň 4 propojené vlakové vagóny, což vyžadovalo minimálně 100 m dlouhý prostor. Vzhledem k finanční náročnosti, komplikované legislativě a nedostatku volných termínů hollywoodských studií, padla volba na Evropu, kde se nejlepší možností stalo Barrandov Studio v Praze. Ve zdejším atelieru MAX pak bylo postaveno 26 vagónů o rozměrech 3,5 metru na šířku a 22 nebo 23 metrů na délku. Dekorace byla pohyblivá, aby simulovala pohyb vlaku. Autorem výpravy byl český filmový architekt Ondřej Nekvasil a spoustu českých pracovníků bylo i členy štábu.